# Institut Curie

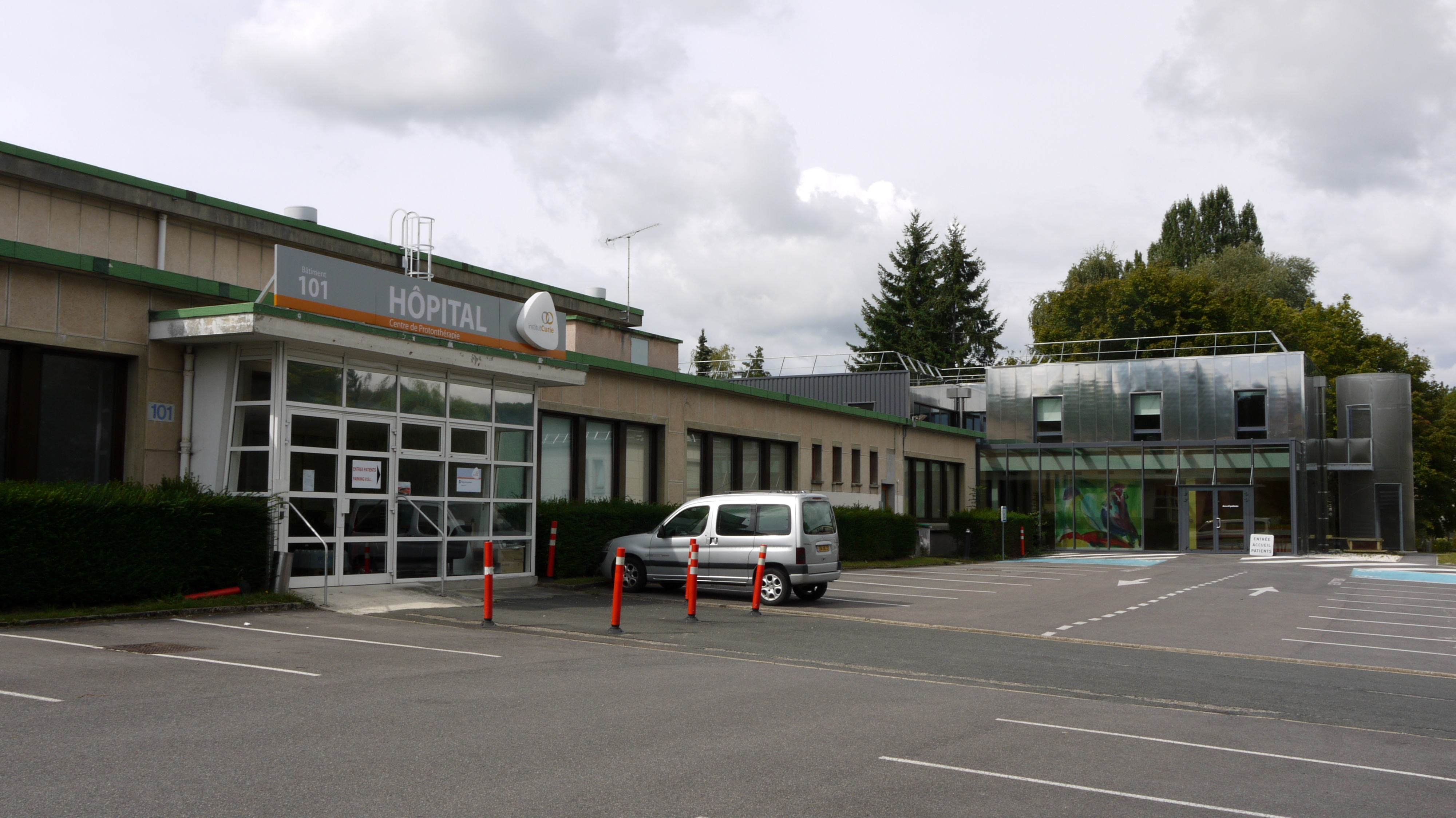
Zentrum für Protonentherapie

Das Institut Curie (ehemals Institut du Radium) ist ein Forschungszentrum in Paris für biologische, biophysikalische und medizinische Forschung. Das von einer Stiftung betriebene Forschungszentrum zählt auf den Gebieten Biophysik, Zellbiologie und Krebsforschung zu den führenden der Welt. Zum Institut gehören zwei auf Krebsbehandlungen spezialisierte Krankenhäuser.

## Geschichte
Das Institut wurde als Institut du Radium 1911 durch Zusammenwirken von Émile Roux, dem Leiter des Institut Pasteur, und dem Vizerektor der Universität von Paris, Louis Liard (1846–1917) gegründet. Das Konzept bestand aus zwei separaten Laboratorien. Eines sollte die Physik und Chemie radioaktiver Elemente erforschen und stand unter der Leitung von Marie Curie. Das zweite Labor hatte die Aufgabe, die medizinischen Anwendungsmöglichkeiten der Radioaktivität zu studieren, und stand unter der Leitung von Claudius Regaud (1870–1940). Die Bauarbeiten nach den Plänen des Architekten Henri-Paul Nénot (1853–1934) begannen 1912 und waren 1914 abgeschlossen. In dem historischen Gebäude mit der Adresse 1 rue Pierre et Marie Curie ist heute das Musée Curie untergebracht. 1920 gründeten Marie Curie und Claude Regaud die Curie-Stiftung mit finanzieller Unterstützung von Henri de Rothschild. Eine erste kleine Klinik wurde 1922 in der Rue d’Ulm eröffnet. Hier erprobte das Team von Regaud neue Behandlungsmöglichkeiten, die Chirurgie und Radiotherapie kombinierten. 1934 entdeckten Irène Joliot-Curie und Frédéric Joliot-Curie im Institut du Radium die künstliche Radioaktivität, wofür sie schon 1935 den Nobelpreis für Chemie erhielten. 1936 wurde ein vollständiges Krankenhaus eröffnet. 1950 wurden in Orsay neue Physik- und Radiobiologielabore unter der Leitung von Irène und Frédéric Joliot-Curie eingeweiht. 1970 fusionierten die Curie-Stiftung und das Institut du Radium zum Institut Curie. Heute hat das Institut zahlreiche Forschungseinheiten in Kooperation mit CNRS und INSERM.

## Organisation
Das Institut Curie betreibt heute, neben dem Forschungscampus an der Rue d’ulm, welcher Teil des Hôpital Claudius Régaud ist, mit dem René Huguenin Center ein weiteres Krankenhaus, und das Forschungszentrum in Orsay wurde zum Protonentherapiezentrum ausgebaut.

## Curie-Museum

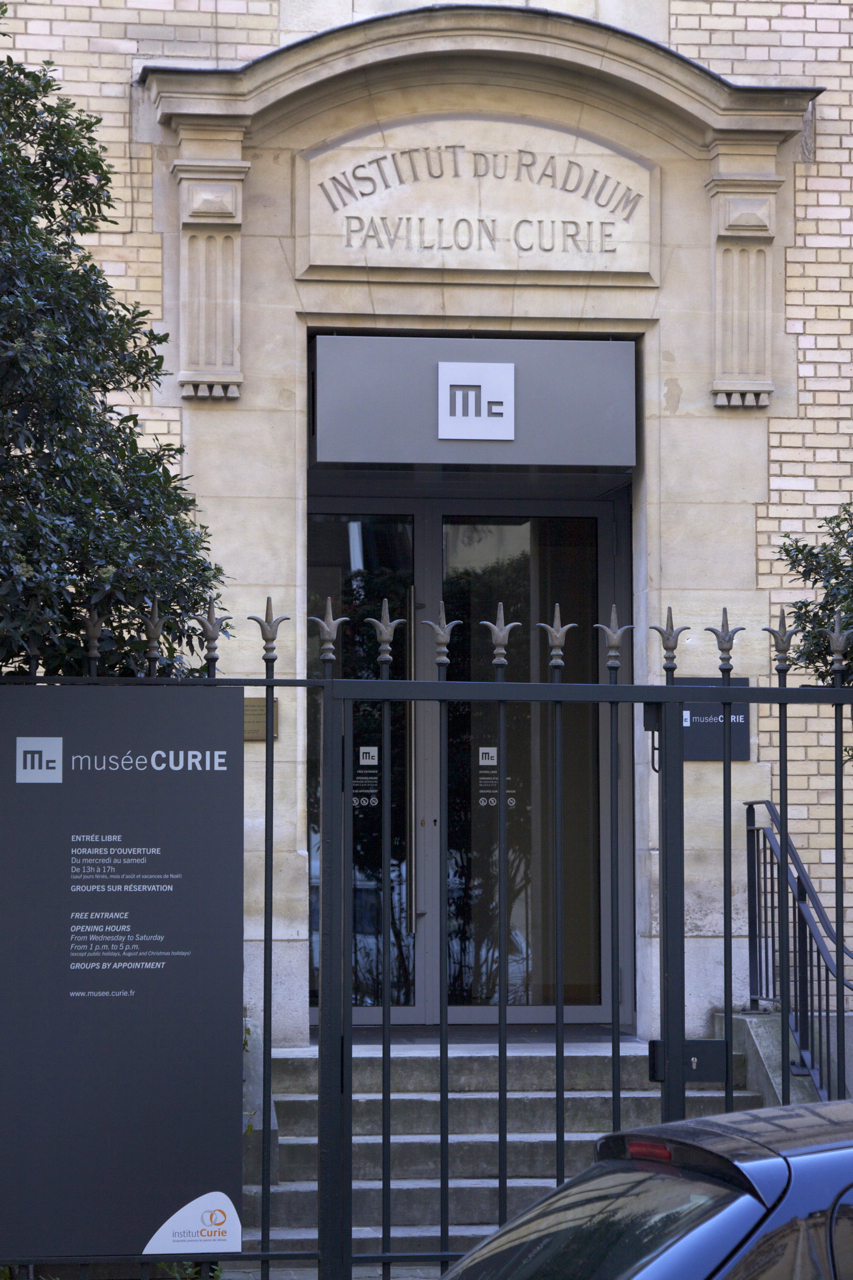
Eingang des Museums

Das Curie-Museum wurde kurz nach Marie Curies Tod aus ihrem damaligen Labor geschaffen. Das Direktorenbüro über dem Museum wurde noch bis 1958 von ihrer Tochter und ihrem Schwiegersohn benutzt. Nach dem Tod von Frédéric Joliot Curie wurde das Büro ebenfalls Teil der Einrichtung.